# أرسكين رامزي
أرسكين رامزي (بالإنجليزية: Erskine Ramsay)‏ هو شخصية أعمال أمريكي، ولد في 4 سبتمبر 1864 في دنفيرملين في المملكة المتحدة، وتوفي في 15 أغسطس 1953 في برمنغهام في الولايات المتحدة.